# Hippomelas
Hippomelas es un género de escarabajos de la familia Buprestidae.

## Especies
- Hippomelas aeneocupreus Kerremans, 1919
- Hippomelas brevipes Casey, 1909
- Hippomelas martini Nelson, 1996
- Hippomelas mexicanus (Laporte & Gory, 1837)
- Hippomelas parkeri Nelson, 1996
- Hippomelas planicauda Casey, 1909
- Hippomelas saginatus (Mannerheim, 1837)
- Hippomelas sphenicus (LeConte, 1854)